# Black-K
Black-K est rappeur ivoirien, auteur-compositeur,  membre du groupe ivoirien Kiff No Beat. Il est né le 21 décembre 1993 à Agou dans le département d’Adzopé, en Côte d’Ivoire.

## Biographie
Black-K de son vrai nom Gnabo Gnahoré Okou Camille est né le 21 décembre 1993 à Adzopé ville du Sud de la Côte d'Ivoire. Il est fils de Boni Gnahoré, artiste musicien chanteur ivoirien,,. 
Il fait son enfance dans le village de Ki-Yi M’bock, créé par l'artiste  Werewere-Liking. Il débute ses premiers pas dans la musique dès son jeune âge, à 5 ans où il commence dans un programme de la Radio-Télévision Ivoirienne (RTI)  dédié aux jeunes[réf. souhaitée].  
Black-K est membre du groupe ivoirien Kamille and Brice (KNB) renommé en 2009 Kiff No Beat en s'inspirant du style de musicale de La Fouine, Booba, Garba 50 et prenant la mode de Lil Wayne son modèle[réf. souhaitée].
Black-K est le frère cadet de Dobet Gnahoré. Il accompagne cette dernière dans sa carrière artistique au niveau de la direction technique[réf. souhaitée]. . Black-K et Elow’n sont des cousins[réf. souhaitée].   et sont en équipe dans le cadre musicale au sein du groupe Kiff No Beat.
Black-K est un entrepreneur excepté la casquette musical il est propriétaire de la  marque «L’Homme Étrange»[réf. souhaitée]. .
Black-K se met en relation avec  Elmina Da Carmen fille Da Carmen.

## Discographie
- 2013: L'homme étrange [3]
- 2020: C'est l'argent [4]

- 2024: Réminiscence[4]